# Bevanisme

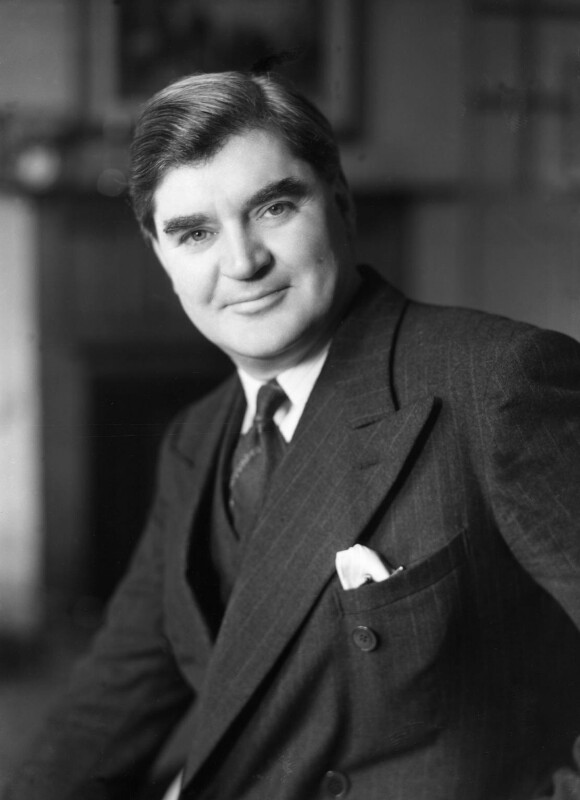
Aneurin Bevan, chef de file du mouvement bevaniste à qui il a donné son nom.

Le bevanisme était la doctrine des Bevanites, un mouvement situé au centre gauche du Parti travailliste  du Royaume-Uni à la fin des années 1950 et dirigé par Nye Bevan. Les points principaux étaient :
- Contrôle étatique des « commanding heights » (une expression utilisée originellement par Lénine) de l'économie, en opposition à des nationalisations complètes ;
- Social-libéralisme ;
- Absence de dogme ;
- Croyance que « les choses ne peuvent qu'aller mieux » ;
- Respect pour la création artistique ;
- Sentiment radical général ;
- Capacité à abandonner les politiques impopulaires ;
- Anti-fascisme ;
- Opposition aux extrêmes.

John Reid, ancien secrétaire d'État à l'Intérieur, considère le Parti travailliste britannique comme l'héritier naturel du bevanisme.[réf. nécessaire]